# Tupolew PS-35
Die Tupolew PS-35 (russisch Туполев ПС-35) ist ein sowjetisches Verkehrsflugzeug der 1930er-Jahre. Die Bezeichnung steht für „Passaschirski samoljot“ (russisch Пассажирский самолет), Passagierflugzeug. Die Werksbezeichnung lautet ANT-35 (АНТ-35), nach Andrei Nikolajewitsch Tupolew, dem Leiter des Konstruktionsbüros.

## Entwicklung
Entwickelt wurde das Flugzeug ab 1935, um ein Ablösemuster für die PS-9 zu schaffen. Konstrukteur war der bei Tupolew angestellte Alexander Alexandrowitsch Archangelski. Er orientierte sich bei der Projektierung an seinem Bomberentwurf SB-2, von dem er die Form des Trag- und Leitwerks übernahm. Den Rumpf konstruierte er allerdings völlig neu. Im Gegensatz zur PS-9, die eine Wellblechzelle besaß, erhielt die PS-35 eine modernere Rumpfverkleidung mit Glattblech. Als Antrieb fanden zwei französische Gnome-Rhône-14K-Sternmotoren Verwendung, später wurden sie durch einheimische M-85 ersetzt. Die Serienmodelle erhielten je zwei M-62IR. Am 20. August 1936 erfolgte der Erstflug des Prototyps mit Michail Gromow. Bereits vier Tage später erfolgte die öffentliche Präsentation auf der Luftparade in Tuschino. Im November des Jahres wurde das Flugzeug auf dem 15. Aerosalon in Paris ausgestellt.
Gebaut wurde die PS-35 nur in einer kleinen Serie von neun Flugzeugen, da sie zwar für ihre Zeit eine bemerkenswert fortschrittliche Konstruktion darstellte, jedoch für die ursprünglich geforderte Zahl von 20 Passagieren nicht ausgelegt war. Die Sowjetunion erwarb deshalb die Lizenzrechte der amerikanischen DC-3 und baute sie als Li-2.
Der Einsatz der PS-35 erfolgte als Schnellverkehrsflugzeug bei der Aeroflot auf inländischen Verkehrsrouten. Nach dem Ausbruch des Krieges zwischen Deutschland und der Sowjetunion dienten die PS-35 als Verbindungsflugzeuge oder Beförderungsmittel für ranghohe Persönlichkeiten.
Am 25. September 1936 erreichten Michail Michailowitsch Gromow und der Navigator Sergej Danilin mit einer PS-35 auf der Strecke Moskau – Leningrad – Moskau eine Durchschnittsgeschwindigkeit von 348 km/h. Die zeitweise geflogene Höchstgeschwindigkeit betrug 400 km/h.

## Technische Beschreibung
Die PS-35 ist ein freitragender Tiefdecker in Ganzmetall-Halbschalenbauweise mit ovalem Rumpfquerschnitt. Die Passagierkabine ist schall- und wärmeisoliert sowie beheizbar. Die Tragfläche besteht aus drei Teilen und ist mit zwei Holmen mit dem Rumpf verbunden. Als Besonderheit verlaufen die Landeklappen durchgehend unter dem Rumpf. Das Leitwerk besteht ebenfalls aus Metall in freitragender Normalbauweise. Das Hauptfahrwerk wird in die hinteren Motorgondeln einfahren, wobei die Räder halb herausragen. Das Heckrad ist starr.

## Technische Daten

Dreiseitenriss

| Kenngröße             | Daten                                 |
| --------------------- | ------------------------------------- |
| Besatzung             | 2–3                                   |
| Passagiere            | 10                                    |
| Länge                 | 15,40 m                               |
| Spannweite            | 20,80 m                               |
| Höhe                  | 5,90 m                                |
| Flügelfläche          | 57,80 m²                              |
| Flügelstreckung       | 7,5                                   |
| Leermasse             | 5012 kg                               |
| Startmasse            | normal 6620 kg maximal 7000 kg        |
| Antrieb               | zwei luftgekühlte Sternmotoren M-62IR |
| Leistung              | je 746 kW (ca. 1.010 PS)              |
| Höchstgeschwindigkeit | 372 km/h in 4000 m Höhe               |
| Reisegeschwindigkeit  | 350 km/h                              |
| Landegeschwindigkeit  | 95 km/h                               |
| Gipfelhöhe            | 8500 m                                |
| Reichweite            | max. 1640 km                          |